# Нума Марцій
Нума Марцій (VIII ст. до н. е.) — перший обраний великий понтифік з числа сенаторів, префект Риму часів давньоримського царя Тулла Гостилія.

## Життєпис
Був сином Марка Марція. Є другим відомим представником патриціанського роду Марціїв. Після смерті батька став сенатором при підтримці царя Нуми Помпілія. Саме останній обрав Нуму Марція першим великим понтифіком у 712 році до н. е. До нього функції великих понтифіків виконували царі. Ймовірно цар Нума Помпілій тому передав практично відразу після свого приходу до влади у 717 році до н. е. звання великого понтифіка Нумі Марцію, як родичу, для розширення підтримки своєї влади серед патриціїв. Нумі Марцію доручалося здійснювати жертвоприношения, займатися низкою громадських справ.
За царя Тулла Гостилія Нума Марцій також стає префектом Риму. Він став другим відомим префектом Риму. Стосовно діяльності та подальшого життя Нуми Марція нічого невідомо.

## Родина
Дружина — Помпілія, донька Нуми Помпілія, царя Риму.
Діти:
- Анк Марцій, 4-й цар Риму.